# Cerro Paranal
El cerro Paranal es una montaña ubicada en el desierto de Atacama, en el norte de Chile. Se ubica a 120 km al sur de Antofagasta y a 80 km al norte de Taltal, 12 km al interior. Es famoso porque en él se encuentra ubicado el observatorio Paranal, operado por el Observatorio Europeo Austral.
La ubicación fue escogida por su excelente condición atmosférica y climática, además de su lejanía de zonas bullentes luz artificial y polvo en suspensión; factores que dificultarían las operaciones.

## Galería

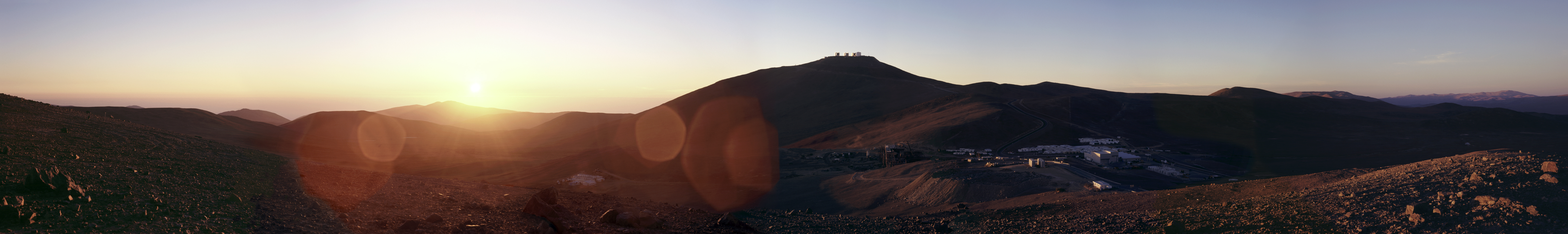
Vista panorámica de la puesta del sol del Observatorio ESO Paranal